# Nerbyn
Nerbyn är en småort i Umeå kommun. Orten ligger väster om Umeå och omedelbart öster om Klabböle. Båda småorterna Nerbyn och Klabböle benämns vanligen gemensamt som byn Klabböle. Nerbyn är vidare den äldsta delen av byn Klabböle. 